# لولی (شهربابک)
لولی، یک آبادی از توابع|بخش مرکزی]]، شهرستان مرودشت در استان فارس ایران است.

## جمعیت
این آبادی در دهستان مدوارات قرار دارد و براساس سرشماری مرکز آمار ایران در سال ۱۳۹۵، خالی از سکنه دائم بوده‌است.